# Ebenfeld (Hatzfeld)
Ebenfeld ist ein Weiler der Stadt Hatzfeld (Eder) im nordhessischen Landkreis Waldeck-Frankenberg und ist im Ederbergland gelegen. 

## Geographie
Südwestlich liegt der Kernort Hatzfeld, nordöstlich der Stadtteil Biebighausen. Der kleine Weiler ist in einem Tal gelegen, durch welches sich der Haftl-Bach, der schließlich in die Eder mündend, schlängelt. Nordwestlich liegt der Bubenberg, mit 609 m die höchste Erhebung der Region. 
Über die Kreisstraße 115 ist der Weiler mit Hatzfeld, Biebighausen und Reddighausen verbunden. 